# Regis Philbin
Regis Francis Xavier Philbin Boscia (New York, 25 agosto 1931 – Greenwich, 25 luglio 2020) è stato un conduttore televisivo, comico e cantante statunitense.

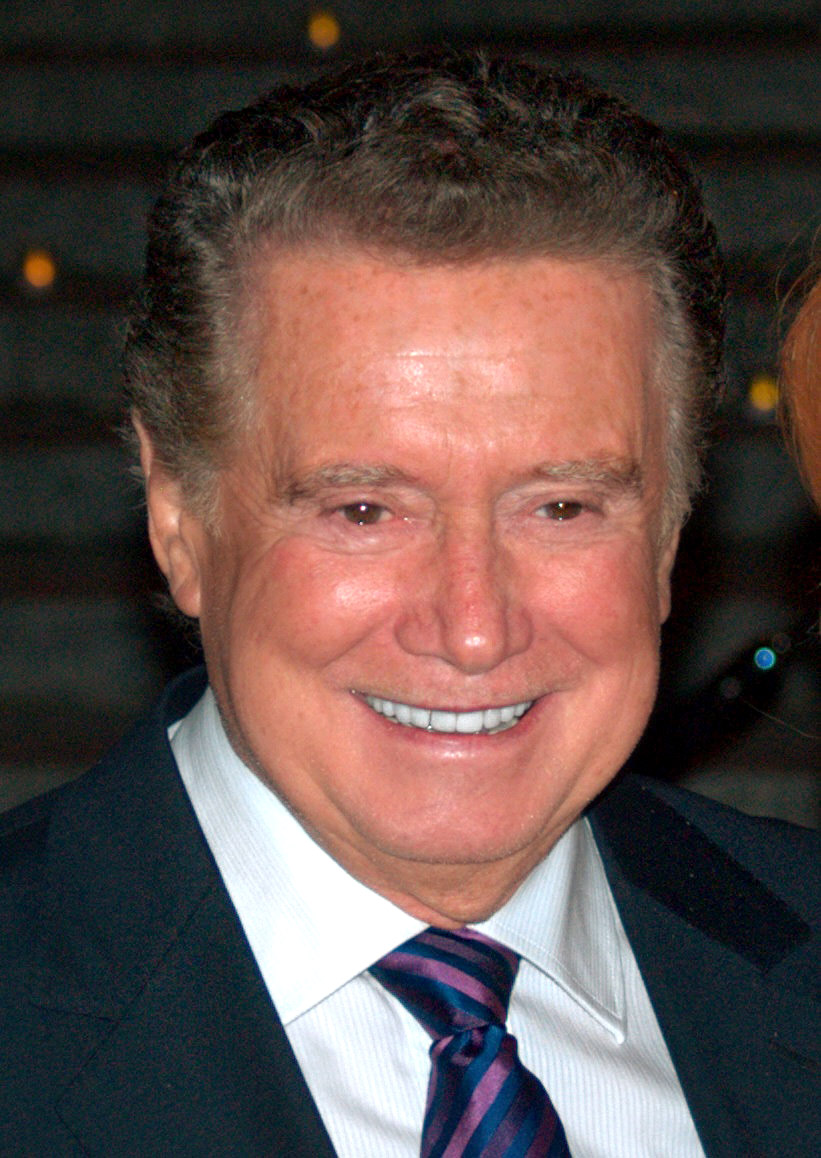
Regis Philbin al Tribeca Festival 2009

Dopo essersi laureato all'Università di Notre Dame, prestò servizio nella Marina e iniziò la sua carriera in tv al The Tonight Show negli anni '50. Philbin guadagnò la sua prima ribalta nel 1967 come spalla di Joey Bishop al The Joey Bishop Show. 
Soprannominato "l'uomo più duro nel mondo dello spettacolo", Philbin detiene ancora oggi il Guinness World Record per il maggior numero di ore sulla televisione americana. 
Fu conduttore del talk show nazionale Live! with Regis and Kathie Lee a partire dal 1988, che divenne Live! with Regis and Kelly a partire dal 2001 al 2011.
Philbin condusse anche Who Wants to Be a Millionaire, Million Dollar Password, e la prima stagione di America's Got Talent.

## Biografia e carriera
Philbin nacque il 25 agosto 1931 nel Bronx, a New York City. Suo padre, Francis Philbin, un marine degli Stati Uniti che prestava servizio nel Pacifico, era di origini irlandesi. Sua madre, Filomena Boscia, proveniva dall’Italia da una famiglia immigrata arbëreshe (comunità d’etnia albanese d’Italia), discendente da Greci (AV), in Campania. Vivevano nella sezione Van Nest del Bronx. Philbin ebbe un'educazione cattolica. Presumibilmente fu chiamato "Regis" perché suo padre voleva che frequentasse la prestigiosa Regis High School. Si credeva da tempo che Philbin fosse figlio unico, ma nella trasmissione del 1º febbraio 2007 di Live with Regis e Kelly, Philbin annunciò di avere un fratello, Frank M. Philbin, deceduto per un linfoma diversi giorni prima. Philbin disse che suo fratello, 20 anni più giovane di lui, aveva chiesto di non essere menzionato in televisione o sulla stampa, se non appunto a tumulazione avvenuta.
Philbin frequentò la scuola di grammatica della Madonna del Solace nel Bronx, e si diplomò presso la Cardinal Hayes High School nel Bronx nel 1949 prima di frequentare l'Università di Notre Dame, in cui si sarebbe poi laureato nel 1953 con una laurea in sociologia. In seguito prestò servizio nella Marina degli Stati Uniti come addetto alle forniture, poi svolse alcuni lavori dietro le quinte in televisione e radio.
Sua primissima esperienza nel mondo dello spettacolo fu quella al The Tonight Show nel 1955. Più tardi scrisse per il talk show di Los Angeles Tom Duggan. Fu anche un annunciatore del Tonight Show nel 1962. Nel 1957, Regis lasciò il suo lavoro come assistente editore di notizie a Baxter Ward al KCOP di Los Angeles. Il suo sostituto al KCOP fu George Van Valkenburg.
Il suo primo talk show fu The Regis Philbin Show su KOGO-TV (ora KGTV) a San Diego, nel 1959. Per motivi finanziari, non aveva personale di scrittura, quindi iniziò ogni spettacolo con quello che è diventato il suo segno distintivo, il segmento "host chat" (influenzato da Jack Paar), dove coinvolse il suo pubblico (e in seguito il suo co-conduttore) in discussioni sulla sua vita e sugli eventi del giorno. Nel 1964, Westinghouse Broadcasting raccolse il talk show di Philbin per la sindacazione nazionale nella fascia oraria a tarda notte (in sostituzione di Steve Allen). Lo spettacolo non attrasse molti spettatori e Westinghouse sostituì Philbin con Merv Griffin. 
È morto il 25 luglio 2020 per cause naturali.
Secondo il Guinness dei primati e il The New York Times, nei suoi anni di carriera al 15 settembre 2011 aveva registrato 16.700 ore di trasmissione TV andate in onda sul piccolo schermo americano, detenendo il record mondiale maschile assoluto della maggiore presenza televisiva.

### Vita privata
È stato sposato dal 1956 al 1968 con Kay Faylen da cui ha avuto due figli: Amy (1961) e Danny (1967). Nel 1970 si risposò con la decoratrice Joy Senese con cui rimase fino alla morte. Dal loro matrimonio sono nate due figlie: Joanna (1973) e J.J. (1974).

## Filmografia

### Attore

#### Cinema
- Little Nicky - Un diavolo a Manhattan (Little Nicky), regia di Steven Brill (2000)
- Una scatenata dozzina (Cheaper by the Dozen), regia di Shawn Levy (2003)
- Miss F.B.I. - Infiltrata speciale (Miss Congeniality 2: Armed and Fabulous), regia di John Pasquin (2005)
- Jack e Jill (Jack and Jill), regia di Dennis Dugan (2011)

#### Televisione
- The Danny Thomas Hour – serie TV, episodio 1x22 (1968)
- Willy, il principe di Bel-Air - Serie TV, episodio 6X21 (1996)
- How I Met Your Mother – serie TV, episodio 4x02 (2008)
- Ugly Betty - serie TV, episodio 3x01 (2008)
- Single Parents - serie TV, episodio 2x18 (2020)

### Doppiatore
- Se stesso ne I Simpson - 1 episodio (1998)
- Direttore del circo in Pinocchio
- Mabel in Shrek terzo e Shrek e vissero felici e contenti
- se stesso in Lilo & Stitch - the series S01Ep39 - "Nanna"

## Conduttore TV
- Chi vuol essere milionario? (1999-2002, 2004, 2009)

## Doppiatori italiani
Nelle versioni in italiano delle opere in cui ha recitato, Regis Philbin è stato doppiato da:
- Roberto Fidecaro in Single Parents